# Standardní model

Přehled vzájemného ovlivňování mezi částicemi popisovanými Standardním modelem.

Standardní model, přesněji standardní model částicové fyziky nebo standardní model částic a interakcí je teorie, která popisuje silnou, slabou a elektromagnetickou interakci a elementární částice, které tvoří veškerou hmotu. Byla zformulována v letech 1970 až 1973. Jedná se o kvantovou teorii pole, jež je konzistentní jak s kvantovou mechanikou, tak i se speciální teorií relativity. Standardní model byl v roce 2004 nejobecnějším výsledkem dosavadního fyzikálního výzkumu a lze jej shrnout do jediné věty:
Veškerá známá hmota ve vesmíru se skládá ze šesti druhů kvarků a šesti druhů leptonů a všechny jevy, které ve vesmíru pozorujeme, dovedeme vysvětlit pomocí čtyř druhů interakcí.
Dodnes jsou výsledky téměř všech pozorování i experimentů zkoumajících interakce popsané standardním modelem v souladu s předpoklady a odvozenými důsledky této teorie. Standardní model je schopen adekvátního popisu, často však není schopen vysvětlit podstatu těchto jevů. Také téměř všechny případy pozorovaných částic lze popsat částicemi Standardního modelu nebo jejich vázanými stavy. Poslední experimentálně prokázanou částicí standardního modelu je Higgsův boson.
Terminologická poznámka: Někdy se pro model používá i název standardní model vesmíru, ten je však v kosmologii používán pro jinou teorii – pro tzv. model ΛCDM neboli standardní model kosmologie s velkým třeskem, tedy model rozpínajícího se vesmíru obsahujícího chladnou temnou hmotu a temnou energii.

## Historie
První krok ke standardnímu modelu byl roku 1960, kdy Sheldon Glashow zjistil, jak zkombinovat elektromagnetickou interakci se slabou interakcí. V roce 1967 Steven Weinberg a Abdus Salam začlenili Higgsovy částice do Glashowovy teorie elektroslabé interakce.
Po neutrálních slabých proudech způsobených výměnou bosonu Z v CERNu roku 1973 se teorie stala široce přijímanou. Glashow, Salam a Weinberg získali v roce 1979 Nobelovu cenu za fyziku za jejich výzkum. Bosony W a Z byly experimentálně objeveny roku 1981, a jejich vlastnosti byly stejné, jaké předpovídal standardní model.

## Interakce ve standardním modelu
Standardní model není kompletní teorií všech základních interakcí, zejména protože nepopisuje gravitaci. Součástí standardního modelu jsou teorie elektroslabé interakce (včetně Higgsova mechanismu spontánního narušení symetrie) a teorie silné interakce, obě založené na teorii kalibračního pole. Supersymetrické teorie, teorie velkého sjednocení, teorie pole vysvětlujícího hmotnosti neutrin nebo pole projevujícího se jako temná energie jsou již mimo rámec standardního modelu.

## Částice ve standardním modelu

Elementární částice ve Standardním modelu

Kvantová teorie rozlišuje dva druhy elementárních částic: fermiony a bosony. Fermiony mají poločíselný spin a podléhají Pauliho vylučovacímu principu a Fermiho–Diracově statistice. Bosony mají celočíselný spin a výše uvedenému principu nepodléhají, podléhají Bose-Einsteinově statistice.
Ve standardním modelu jsou fermiony elementárními částicemi hmoty (látkové částice) a bosony částicemi zprostředkujícími interakce (polní částice).
Látkové elementární částice představují 3 generace párů leptonů (v každé generaci jeden nabitý lepton a jemu příslušné neutrino) a 3 generace párů kvarků (v každé generaci jeden kvark se záporným nábojem rovným třetině elementárního náboje a jeden kvark s kladným nábojem rovným dvěma třetinám elementárního náboje). Všechny látkové elementární částice mají svou antičástici.
Polní částice zahrnuté do standardního modelu jsou gluony (8 barevných variant), 1 foton zprostředkující elektromagnetickou interakci, 3 částice slabé interakce – W+, W−, Z0 a 1 Higgsův boson.
Standardní model neobsahuje vhodné kandidáty na částice temné hmoty.